# NGC 7667
NGC 7667 este o galaxie situată în constelația Peștii. A fost descoperită în  de către . Se află la o distanță de 17,14 megaparseci de Pământ.